# Microdonazione

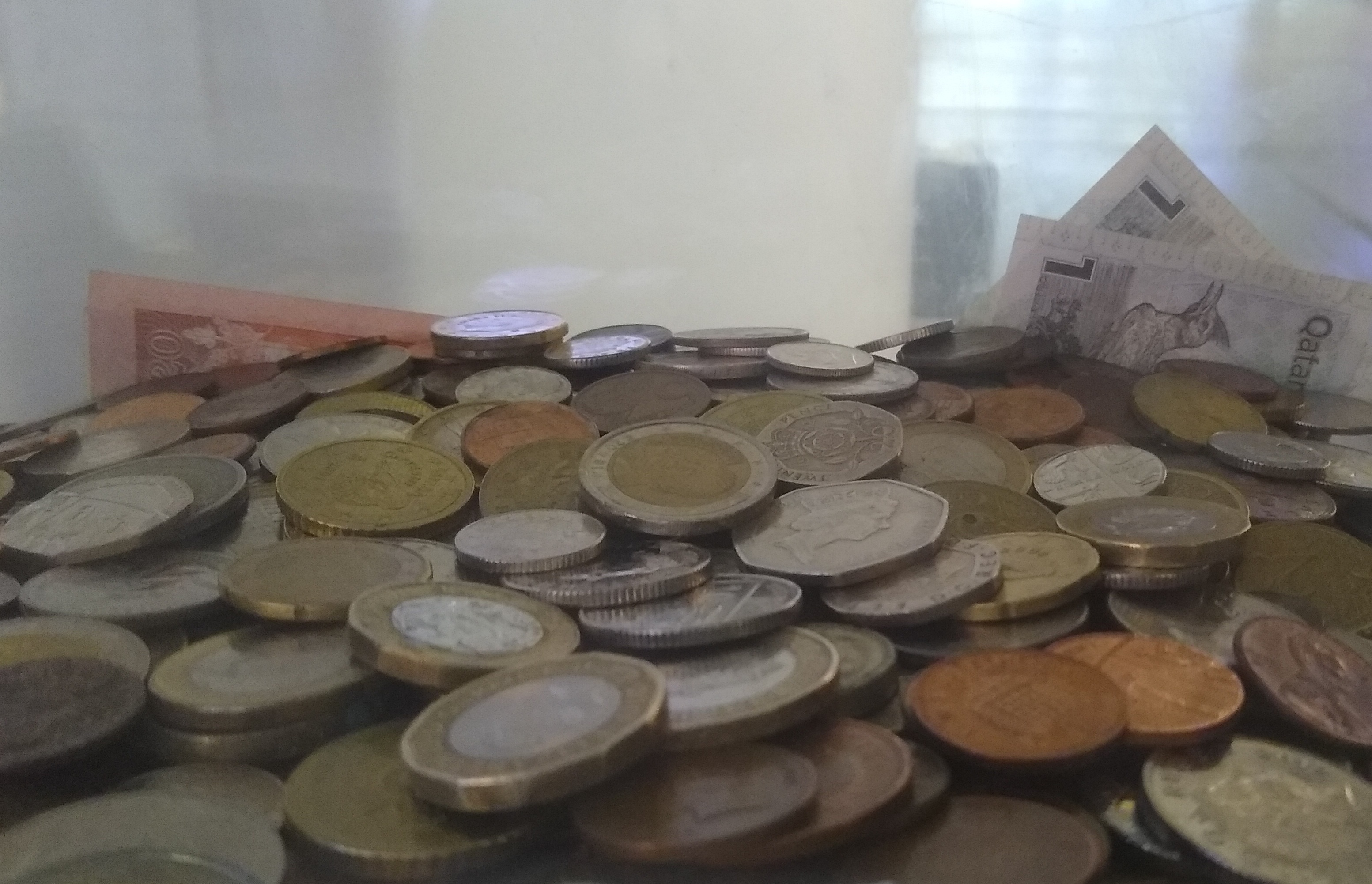

La microdonazione consiste in una forma di donazione che prevede l'offerta di piccoli importi. Nel passato le microdonazioni sono state utilizzate in modo efficace da organizzazioni che raccoglievano gli spiccioli alle casse di punti vendita ed esercizi commerciali. Recentemente questa forma di filantropia ha accresciuto la sua popolarità con l'avvento del fundraising online e via telefono (mobile donating) spesso promosso da organizzazioni non profit. In aggiunta alle forme tradizionali di donazione, quelle via Internet e via Telefono cellulare o Smartphone diventano sempre più popolari per la loro velocità e praticità d'uso.
La pratica delle microdonazioni è stata utilizzata in Italia ed in altri Paesi per raccogliere fondi in occasione di varie tipologie di calamità naturali. In Europa celebre è il sistema Flattr avviato nel 2010 dagli svedesi Peter Sunde e Linus Olsson. Negli USA le microdonazioni hanno costituito una quota crescente di raccolta fondi per le varie nomination in occasione delle elezioni primarie sin dal 2000. Se in occasione delle elezioni presidenziali degli Stati Uniti del 2000 le microdonazioni rappresentavano il 25% delle donazioni totali, la percentuale è cresciuta al 34% nel 2004 ed al 38% nel 2008.